# Siergiej Kuzin
Siergiej Wiktorowicz Kuzin, ros. Сергей Викторович Кузин (ur. 18 stycznia 1971) – rosyjski żużlowiec.
Trzykrotny medalista młodzieżowych indywidualnych mistrzostw Związku Radzieckiego: dwukrotnie złoty (1991, 1992) oraz brązowy (1990). Dwukrotny złoty medalista indywidualnych mistrzostw Związku Radzieckiego (1991, 1992). Czterokrotny medalista drużynowych mistrzostw Związku Radzieckiego: złoty (1989), srebrny (1991) oraz dwukrotnie brązowy (1988, 1990). 
Złoty medalista młodzieżowych indywidualnych mistrzostw Rosji (1991). Sześciokrotny medalista indywidualnych mistrzostw Rosji: dwukrotnie złoty (1992, 1993), srebrny (1999) oraz trzykrotnie brązowy (1996, 1997, 2001). Trzykrotny medalista mistrzostw Rosji par klubowych: dwukrotnie złoty (2007, 2008) oraz srebrny (2002). Jedenastokrotny medalista drużynowych mistrzostw Rosji: sześciokrotnie złoty (1995, 1996, 1998, 2001, 2002, 2009), czterokrotni srebrny (1997, 1999, 2000, 2007) oraz brązowy (2008).
Wielokrotny reprezentant Rosji na arenie międzynarodowej. Dwukrotny finalista indywidualnego Pucharu Mistrzów (Równe 1992 – XI miejsce, Tampere 1993 – IX miejsce). Brązowy medalista klubowego Pucharu Europy (Diedenbergen 1999 – w barwach klubu Mega-Łada Togliatti).  Finalista indywidualnych mistrzostw Europy (Heusden-Zolder 2001 – IV miejsce). Uczestnik eliminacji mistrzostw świata par (1993) oraz drużynowego Pucharu Świata (2001, 2002).
W lidze polskiej reprezentował barwy klubu Kolejarz Rawicz (2000–2001).